# Caf (lletra)
La caf o kaf és l'onzena lletra de molts abjads (alfabets) semítics, incloent kap 𐤊 en fenici, kāp ܟ en siríac, caf כ en hebreu, kāf ك en àrab i kaf ከ en amhàric.
La caf està present en Unicode com a U+05DB כ hebrew letter kaf.

En fonètica caf representa el so /k/. A més en hebreu i en siríac, quant aquesta lletra està al final del mot representa el so /χ/. 

## Origen
El nom d'aquesta lletra (kap, caf) vol dir «palma de la mà», aquest mateix significat es conserva al mot kaf en hebreu i en àrab. La lletra fenícia 𐤊 (kap) deriva d'un dels jeroglífics egipcis que representa palma de la mà.
La lletra fenícia kap 𐤊 va donar lloc a la kappa (Κ) grega, la K llatina i la К ciríl·lica.
| egipci | protosinaític | fenici |
| ------ | ------------- | ------ |
| 𓂧      |               | 𐤊      |

## Alfabet àrab
En alfabet àrab aquesta lletra es diu كاف ['kaːf] (kāf). És la vint-i-dosena lletra de l'alfabet àrab (onzena amb un valor de 20 en l'ordre abjadí). És una lletra lletra lunar. Prové, per via dels alfabets nabateu i arameu, de la lletra fenícia kap.
| Aïllada | Final | Medial | Inicial |
| ك       | ـك    | ـكـ    | كـ      |

La kāf es lliga a la següent lletra de la paraula. També ho fa amb la precedent, sempre que aquesta no sigui àlif, dāl, ḏāl, rā, zāy o wāw, que mai no es lliguen a la lletra posterior.

### Representació, transcripció i transliteració
A la Viquipèdia existeix una proposta de directriu, vegeu-la per a les diferents maneres de transcriure i transliterar kāf.
Kāf es translitera com a K al SATTS i a l'alfabet de xat àrab.
A la representació Unicode, kāf ocupa el punt U+0643 amb el nom ARABIC LETTER KAF.
A la codificació ISO 8859-6, el punt 0xe3.
Com a entitat HTML, es codifica com a &#1603;

### Variants
En l'alfabet persa la kāf final ﮏ és diferent a la seva homòloga àrab. La kāf persa es fa servir amb una línia a sobre per a representar la gaf, گ, que transcriu el so [g]. Aquest és també el cas de l'alfabet urdú, el soraní i el shahmukhi
L'alfabet jawi també usa una kāf modificada com a gaf, en aquest cas el modificador és un punt: ڬ. En el paixtú és un cercle: ګ.
En l'alfabet xiao'erjing el símbol de la kāf es pot escriure tant a la manera àrab com persa. També hi ha la gaf. I encara hi ha una variant més, consistent en la kāf persa amb tres punts, ڭ, usada per als sons [ŋ] i [ɲ].

## Alfabet hebreu
En hebreu s'escriu com a כ, nom complet en hebreu és כָּף i transcrit com a Caf o Kaf.
| Variants normals | Variants normals | Variants normals |
| Quadrada         | Manuscrita       | Raixí            |
| ---------------- | ---------------- | ---------------- |
| כ                | Manuscrita       | Raixí            |

La lletra כ o caf és l'onzena lletra de l'alfabet hebreu També pren el valor numèric de vint. La forma final pren el valor de 500 tot i que aquest ús no és gaire comú. S'empra generalment la tau i la cof (400+100). Prové, per via de l'alfabet arameu de la lletra fenícia kap.

### Pronunciació
La caf és una de les sis lletres (בגדכפת, anomenades begadkefat) que poden portar dagueix i, per tant, es pot pronunciar oclusiva /k/ o fricativa /x/.

### Forma final
La caf és una de les cinc lletres (caf, mem, nun, pe, tsade) de l'alfabet hebreu que presenten una forma final.
| Variants finals | Variants finals | Variants finals |
| Quadrada        | Manuscrita      | Raixí           |
| --------------- | --------------- | --------------- |
| ך               | Manuscrita      | Raixí           |

### Com a preposició
Gramaticalment, la caf és una preposició prefixada que significa "com". Aquest prefix és l'abreujament de la paraula כמו kemó del mateix sentit.

### Simbolisme
Simbolitza finalització i coronació. El Talmud diu: si se segueix amb l'àlef-bet i després amb el guímel-dàlet és a dir, aprenent Torà i actuant amb bondat, llavors he-vav Déu, et donarà guímel-het-tet-iod: suport, acceptació, bé i heretat. Finalment, Ell posarà una corona sobre tu. Tres són aquestes corones: la corona del sacerdoci, la del regnat, i la corona de la Torà, però una quarta corona, la del bon nom, és superior a totes les anteriors.
Caf significa postrat o doblegat, el que implica humilitat, simbolisme dual. Significa comparació. Simbolitza el "Temple protector".
La caf és molt similar en la seva forma a la bet, tancada en tres costats però els angles que formen les cantonades de les juntures estan arrodonits a diferència de la bet.

## Alfabet siríac
| Madnḫaya | Serṭo | Esṭrangela | Unicode |
| -------- | ----- | ---------- | ------- |
|          |       |            | ܟ       |
| Kap      | Kop   | Kap        | Kāp     |

En alfabet siríac, l'onzsena lletra és ܟ (en siríac clàssic: ܟܦ - kāp). El valor numèric de la kāp és 20. Prové, per via de l'alfabet arameu de la lletra fenícia kap.

### Traç
| Forma aïllada | Forma inicial |
| ------------- | ------------- |
| ܟ             | ܟܟ            |
|               |               |

El traç de la kāp al principi del mot és ܟܟ, per exemple en el mot ܟ݂ܵܐ (aquí) o en el mot ܟܝܼܘܝܼ (kiwi). En canvi quan està al final del mot, o quan és aïllada és ܟ.

### Fonètica
| Al principi del mot | Al final o al mig del mot |
| ------------------- | ------------------------- |
| K                   | χ                         |

És una de les sis lletres que representen dos sons associats (les altres lletres són Bet, Guímel, Dàlet, Pe i Taw). Quan la kāp està al principi del mot o en la posició postconsonàntica es pronuncia com a /k/. En canvi quan en la posició postvocàlica es pronuncia com a /χ/.

## Alfabet amhàric
En alfabet amhàric aquesta lletra es diu ካፍ (kaf). És la catorzena lletra de l'alfabet amhàric. El seu valor numèric és 20 (en amhàric ፳). Kaf prové, per via de l'alfabet sud-aràbic del jeroglífic egipci D46.
| D46 | Kaf | Kaf |
| --- | --- | --- |
| 𓂧   | 𐩫   | ከ   |

Representa el so /k/.

### Ús
L'alfabet amhàric és una abugida on cada símbol correspon a una combinació vocal + consonant, és a dir, hi ha un símbol bàsic al qual s'afegeixen símbols per marcar la vocal. Les modificacions de la lletra ከ (kaf) són les següents:
| kä [kə] | ku | ki | ka | ke | kə [kɨ], ∅ | ko | kʷä [kʷə] | kʷi | kʷa | kʷe | kʷə [kʷɨ] |
| ------- | -- | -- | -- | -- | ---------- | -- | --------- | --- | --- | --- | --------- |
| ከ       | ኩ  | ኪ  | ካ  | ኬ  | ክ          | ኮ  | ኰ         | ኲ   | ኳ   | ኴ   | ኵ         |

## Jeroglífic egipci
Quan aquest jeroglífic és un fonograma es pronuncia com a [k]. En canvi quan és un ideograma, representa un cistell (Gardiner V31).

## En altres alfabets
| Arameu     | Siríac  | Samarità | Ugarític | Fenici |
| ---------- | ------- | -------- | -------- | ------ |
| 𐡊          | ܟ       | ࠊ        | 𐎋        | 𐤊      |
| Sud-aràbic | Amhàric | Àrab     | Hebreu   |        |
| 𐩫          | ከ       | ك        | כ        |        |